# Nedim Buza
Nedim Buza, né le 10 mai 1995, à Visoko, en Bosnie-Herzégovine, est un joueur bosnien de basket-ball. Il évolue au poste d'ailier.